# Lijn 2 (metro van São Paulo)
Lijn 2 van de metro van São Paulo is een lijn van de metro van São Paulo. De lijn is vooral beroemd om het feit dat hij een groot deel van het gehele Avenida Paulista bedient. De metrolijn is een van de meer moderne lijnen van het netwerk, telt 14 stations en heeft een totale lengte van 14,6 kilometer. Metrolijn 2 werd ingehuldigd op 25 januari 1991.

## Stations
| Station                                                             | Station                                     | District(en)                 | Overstap |
| ------------------------------------------------------------------- | ------------------------------------------- | ---------------------------- | -------- |
| Platform van station Vila Madalena                                  | Vila Madalena                               | Perdizes - Pinheiros         |          |
| Portretten op het platform van station Sumaré                       | Sumaré Santuário de Nossa Senhora de Fátima | Perdizes - Pinheiros         |          |
| Platform van station Clínicas                                       | Clínicas                                    | Consolação - Jardim Paulista |          |
| Ingang station Consolação                                           | Consolação                                  | Consolação - Jardim Paulista |          |
| Platform van station Trianon-Masp                                   | Trianon-Masp                                | Jardim Paulista - Bela Vista |          |
| Platform van station Brigadeiro                                     | Brigadeiro                                  | Bela Vista - Vila Mariana    |          |
| Station Paraíso                                                     | Paraíso                                     | Vila Mariana                 |          |
| Platform van station Ana Rosa                                       | Ana Rosa                                    | Vila Mariana                 |          |
| Station Chácara Klabin                                              | Chácara Klabin                              | Vila Mariana                 |          |
| Platform van station Santos-Imigrantes                              | Santos-Imigrantes                           | Vila Mariana - Cursino       |          |
| Station Alto do Ipiranga                                            | Alto do Ipiranga                            | Ipiranga                     |          |
| Platform van station Sacomã                                         | Sacomã                                      | Ipiranga                     |          |
| Ingang station Tamanduateí                                          | Tamanduateí                                 | Ipiranga - Vila Prudente     |          |
| Platform van station Vila Prudente                                  | Vila Prudente                               | Vila Prudente                |          |
| (Vila Prudente ↔ Penha) Uitbreiding in aanbouw, gereed in 2025/2026 |                                             |                              |          |